# Tvrđava sv. Ivana u Šibeniku
Tvrđava sv. Ivana (Tanaja) smještena je na vrhu brda sjeverno od šibenske stare gradske jezgre, na 115 metara nadmorske visine. Nazvana je Sv. Ivan po maloj kapeli koja se tu nalazila do 1638., kada je srušena zbog gradnje tvrđave. Tvrđava je podignuta na početku Kandijskog rata, u rekordnom vremenu, kroz kolovoz i rujan 1646., a istovremeno s njom gradila se i tvrđava Šubićevac. Građani Šibenika, bojeći se Turaka koji su se spremali osvojiti dalmatinske gradove, sudjelovali su u velikom broju na gradnji tvrđave i zaslužni su što je izgrađena u samo dva mjeseca. Nacrt Sv. Ivana izradio je glasoviti franjevački inženjer Antonio Leni iz Genove. Ova velika i snažna tvrđava ima u tlocrtu zvjezdasti oblik, a na sjevernoj strani pojačana je visokim zidanim nasipom u obliku kliješta – tal. tanaglia, pa se prema tome za nju uobičajio i naziv Tanaja. Oko Sv. Ivana odvijale su se žestoke borbe 1647. kada su Turci pod vodstvom Tekeli-paše pokušali osvojiti Šibenik. Tvrđava je branila Šibenik od 20 000 turskih napadača u jednomjesečnoj opsadi grada od 17. kolovoza do 16. rujna 1647. 4000 Turaka poginulo je u tim borbama.

## Vanjske poveznice
|  | Zajednički poslužitelj ima još gradiva o temi Tvrđava sv. Ivana u Šibeniku |